# Bryum naviculare
Bryum naviculare är en bladmossart som beskrevs av Jules Cardot 1886. Bryum naviculare ingår i släktet bryummossor, och familjen Bryaceae. Inga underarter finns listade i Catalogue of Life.